# Aardecultuur

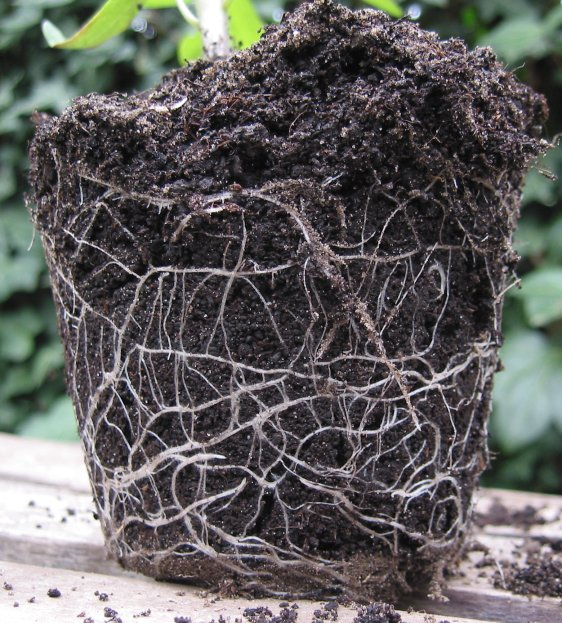
Tomatenplant in aardecultuur geworteld

Aardecultuur is de meest voorkomende en oudste kweekwijze van planten.
Ze wordt nog steeds veel toegepast omdat het een natuurlijke en goedkope manier van plantenkweken is.
Meestal wordt potgrond gebruikt die is samengesteld uit tuinturf en turfstrooisel en/of compost. Hieraan worden kunstmeststoffen en soms ook andere stoffen, zoals klei of zand toegevoegd.
Toch zijn er ook nadelen aan:
- De plant heeft meer verzorging nodig dan wanneer hydrocultuur gebruikt wordt.
- De kans op ziektekiemen is groter dan bij bijvoorbeeld steenwolcultuur.

De bekendste vorm van aardecultuur is het opkweken van planten in de "volle grond".